# Киль, Фридрих
Фридрих Киль (нем. Friedrich Kiel; 8 октября 1821, Пудербах, ныне в составе города Бад-Ласфе — 13 сентября 1885) — немецкий композитор.

## Биография
Талантливый самоучка, Киль начал играть на фортепиано в шестилетнем возрасте, сочинять в тринадцатилетнем. С переездом семьи Киля в Шварценау (ныне в составе города Бад-Берлебург) талантливый мальчик в 1835 г. попал в поле зрения графа Сайн-Витгенштейн-Берлебург: Киль был привлечён к выступлениям графской капеллы, позднее был направлен в Кобург учиться у флейтиста и композитора Каспара Куммера, а по возвращении в 1840—1842 гг. возглавлял графскую капеллу. Затем в 1842 г. с ним некоторое время занимался Людвиг Шпор, после чего Киль отправился в Берлин учиться у Зигфрида Дена и Флодоарда Гейера. В 1852 г. его первое зрелое сочинение, 15 канонов для фортепиано Op. 1, было опубликовано в Лейпциге с посвящением Ференцу Листу, с которым молодой композитор не был знаком.
Увлечённый альпинист, в 60-летнем возрасте Киль совершал восхождения на высочайшие альпийские вершины массива Монте-Роза.

## Творчество
Среди произведений Киля — реквием (1862), оратория «Христос» (1870), «Те Deum», фортепианный концерт, камерные сочинения для фортепиано, фортепиано со скрипкой, фортепианного трио, многочисленные песни. Сочинения Киля, в особенности оратория, были широко известны в Германии.
Его музыкальный стиль выдерживал среднюю линию между консервативной традицией, наследовавшей Роберту Шуману и Феликсу Мендельсону, и реформаторской деятельностью Ференца Листа. Несмотря на известную художественную умеренность, Киль пользовался поддержкой Ганса фон Бюлова, первоначально отозвавшегося на его Вариации и фугу Op. 17 отрицательно, но затем изменившего своё мнение.

## Преподавание
Киль начал преподавать с 1866 года в Консерватории Штерна (с 1868 года профессор), в 1870 году перешёл в организованную Йозефом Иоахимом Берлинскую Высшую школу музыки. Среди его учеников, в частности, Антон Аверкамп, Игнац Падеревский, Мориц Мошковский, Антоний Стольпе, Бернхард Ставенхаген, Арнольд Круг, Август Бунгерт.